# Grande Prêmio da Malásia de 2004
Resultados do Grande Prêmio da Malásia de Fórmula 1 realizado em Sepang em 21 de março de 2004. Segunda etapa da temporada, foi vencido pelo alemão Michael Schumacher, da Ferrari, com Juan Pablo Montoya em segundo pela Williams-BMW e Jenson Button em terceiro pela BAR-Honda.

## Resumo
- Primeiro pódio de Jenson Button.

## Classificação

### Treinos oficiais
| Pos.   | Nº | Piloto               | Equipe           | Tempo     | Dif.      |
| ------ | -- | -------------------- | ---------------- | --------- | --------- |
| 1      | 1  | Michael Schumacher   | Ferrari          | 1:33.074  | —         |
| 2      | 14 | Mark Webber          | Jaguar-Cosworth  | 1:33.715  | + 0.641   |
| 3      | 2  | Rubens Barrichello   | Ferrari          | 1:33.756  | + 0.682   |
| 4      | 3  | Juan Pablo Montoya   | Williams-BMW     | 1:34.054  | + 0.980   |
| 5      | 6  | Kimi Räikkönen       | McLaren-Mercedes | 1:34.164  | + 1.090   |
| 6      | 9  | Jenson Button        | BAR-Honda        | 1:34.221  | + 1.147   |
| 7      | 4  | Ralf Schumacher      | Williams-BMW     | 1:34.235  | + 1.161   |
| 8      | 7  | Jarno Trulli         | Renault          | 1:34.413  | + 1.339   |
| 9      | 5  | David Coulthard      | McLaren-Mercedes | 1:34.602  | + 1.528   |
| 10     | 16 | Cristiano da Matta   | Toyota           | 1:34.917  | + 1.843   |
| 11     | 12 | Felipe Massa         | Sauber-Petronas  | 1:35.039  | + 1.965   |
| 12     | 11 | Giancarlo Fisichella | Sauber-Petronas  | 1:35.061  | + 1.987   |
| 13     | 15 | Christian Klien      | Jaguar-Cosworth  | 1:35.158  | + 2.084   |
| 14     | 17 | Olivier Panis        | Toyota           | 1:35.617  | + 2.543   |
| 15     | 18 | Nick Heidfeld        | Jordan-Ford      | 1:36.569  | + 3.495   |
| 16     | 20 | Gianmaria Bruni      | Minardi-Cosworth | 1:38.577  | + 5.503   |
| 17     | 21 | Zsolt Baumgartner    | Minardi-Cosworth | 1:39.272  | + 6.198   |
| 18     | 19 | Giorgio Pantano      | Jordan-Ford      | 1:39.902  | + 6.828   |
| 19     | 8  | Fernando Alonso      | Renault          | sem tempo | sem tempo |
| 20     | 10 | Takuma Sato          | BAR-Honda        | sem tempo | sem tempo |
| Fonte: |    |                      |                  |           |           |

### Corrida
| Pos.   | Nº | Piloto               | Construtor       | Voltas | Tempo/Diferença | Grid | Pontos     |
| ------ | -- | -------------------- | ---------------- | ------ | --------------- | ---- | ---------- |
| 1      | 1  | Michael Schumacher   | Ferrari          | 56     | 1:31:07.490     | 1    | 10         |
| 2      | 3  | Juan Pablo Montoya   | Williams-BMW     | 56     | + 5.022         | 4    | 8          |
| 3      | 9  | Jenson Button        | BAR-Honda        | 56     | + 11.568        | 6    | 6          |
| 4      | 2  | Rubens Barrichello   | Ferrari          | 56     | + 13.615        | 3    | 5          |
| 5      | 7  | Jarno Trulli         | Renault          | 56     | + 37.360        | 8    | 4          |
| 6      | 5  | David Coulthard      | McLaren-Mercedes | 56     | + 53.098        | 9    | 3          |
| 7      | 8  | Fernando Alonso      | Renault          | 56     | + 1:07.877      | 19   | 2          |
| 8      | 12 | Felipe Massa         | Sauber-Petronas  | 55     | + 1 volta       | 11   | 1          |
| 9      | 16 | Cristiano da Matta   | Toyota           | 55     | + 1 volta       | 10   |            |
| 10     | 15 | Christian Klien      | Jaguar-Cosworth  | 55     | + 1 volta       | 13   |            |
| 11     | 11 | Giancarlo Fisichella | Sauber-Petronas  | 55     | + 1 volta       | 12   |            |
| 12     | 17 | Olivier Panis        | Toyota           | 55     | + 1 volta       | 14   |            |
| 13     | 19 | Giorgio Pantano      | Jordan-Ford      | 54     | + 2 voltas      | 18 † | [ nota 2 ] |
| 14     | 20 | Gianmaria Bruni      | Minardi-Cosworth | 53     | + 3 voltas      | 16   |            |
| 15     | 10 | Takuma Sato          | BAR-Honda        | 52     | Motor           | 20   |            |
| 16     | 21 | Zsolt Baumgartner    | Minardi-Cosworth | 52     | + 4 voltas      | 17   |            |
| Ret    | 6  | Kimi Räikkönen       | McLaren-Mercedes | 40     | Pane hidráulica | 5    |            |
| Ret    | 18 | Nick Heidfeld        | Jordan-Ford      | 34     | Transmissão     | 15   |            |
| Ret    | 4  | Ralf Schumacher      | Williams-BMW     | 27     | Motor           | 7    |            |
| Ret    | 14 | Mark Webber          | Jaguar-Cosworth  | 23     | Spun off        | 2    |            |
| Fonte: |    |                      |                  |        |                 |      |            |

## Tabela do campeonato após a corrida
| Pos.   | Piloto             | Pontos |
| ------ | ------------------ | ------ |
| 1      | Michael Schumacher | 20     |
| 2      | Rubens Barrichello | 13     |
| 3      | Juan Pablo Montoya | 12     |
| 4      | Jenson Button      | 9      |
| 5      | Fernando Alonso    | 8      |
| Fonte: |                    |        |

| Pos.   | Construtor       | Pontos |
| ------ | ---------------- | ------ |
| 1      | Ferrari          | 33     |
| 2      | Williams-BMW     | 17     |
| 3      | Renault          | 14     |
| 4      | BAR-Honda        | 9      |
| 5      | McLaren-Mercedes | 4      |
| Fonte: |                  |        |

- Nota: Somente as primeiras cinco posições estão listadas.